# Уби или пољуби
„Уби или пољуби” је југословенска телевизијска серија снимљена 1984. године у продукцији Телевизије Београд.

## Епизоде
| Сезона | Епизода | Назив | Датум             |
| ------ | ------- | ----- | ----------------- |
| 1      | 1       | /     | 31.децембра 1984. |
| 1      | 2       | /     | 1. јануара 1985.  |
| 1      | 3       | /     | 2. јануара 1985.  |

## Улоге
| Глумац                  | Улога                           |
| ----------------------- | ------------------------------- |
| Жарко Радић             | Тома Томић (3 еп. 1984-1985)    |
| Лукреција Брешковић     | Томина жена (3 еп. 1984-1985)   |
| Мија Алексић            | Сава Савић (3 еп. 1984-1985)    |
| Оливера Марковић        | Савина жена (3 еп. 1984-1985)   |
| Раде Марјановић         | Мита Митић (3 еп. 1984-1985)    |
| Весна Чипчић            | Митина жена (3 еп. 1984-1985)   |
| Никола Симић            | Рецепционер (3 еп. 1984-1985)   |
| Ђокица Милаковић        | Плаћени убица (3 еп. 1984-1985) |
| Александар Груден       | Новинар (3 еп. 1984-1985)       |
| Љубиша Бачић            | (3 еп. 1984-1985)               |
| Татјана Лукјанова       | (3 еп. 1984-1985)               |
| Маја Оџаклијевска       | (3 еп. 1984-1985)               |
| Михајло Бата Паскаљевић | (3 еп. 1984-1985)               |
| Дадо Топић              | (3 еп. 1984-1985)               |

Комплетна ТВ екипа ▼
| Редитељ    | Радивоје Лола Ђукић | (3 еп. 1984—1985) |
| Сценариста | Радивоје Лола Ђукић | (3 еп. 1984—1985) |
| Композитор | Дарко Краљић        | (3 еп. 1984—1985) |